# Баран Володимир Кіндратович
Баран Володимир Кіндратович — український історик, доктор історичних наук. Заслужений діяч науки і техніки України.

## Біографія

### Ранні роки та навчання
Володимир Баран народився 24 січня 1956 року селищі Стара Вижівка Ковельського району Волинської області.
У 1958 році родина переїхала до Львова, а у 1959  — до Луцька.
Середню освіту В. Баран отримав у 1973 році, закінчивши Луцьку середню школу № 1 із золотою медаллю.
У 1973 році вступив на історичний факультет  Луцького державного педагогічного інституту імені Лесі Українки, який закінчив з відзнакою у 1977 році.
У 1977—1979 роках проходив строкову військову службу в Радянської армії.

### Професійна діяльність
Після демобілізації, з 1979 року, В. Баран працював асистентом кафедри загальної історії Луцького державного педагогічного інституту імені Лесі Українки.
У 1979—1986 роках перебував на посадах наукового та старшого наукового співробітника Інституту суспільних наук АН УРСР.
У 1984 році здобув науковий ступінь кандидата історичних наук.
З 1986 року працював старшим викладачем та доцентом Луцького державного педагогічного інституту імені Лесі Українки.
З 1992 року по 1993 рік обіймав посаду професора кафедри історії слов'янських народів; з 1993 по 2001 рік — завідувача кафедри.
В 1997 році здобув науковий ступінь доктора історичних наук за спеціальністю «Історія України».
У 2002 році В. Барану надано вчене звання професора кафедри новітньої історії України Волинського державного університету імені Лесі Українки.
Упродовж 1998—2005 років працював проректором з гуманітарних питань університету.
У період з 2001 по 2010 рік — завідувач кафедри новітньої історії України; з 2010 року є завідувачем кафедри історії України та археології університету.
В. Баран входить до складу двох спеціалізованих вчених рад — у Волинського національному університету імені Лесі Українки і Національному університеті «Острозька академія».
Провадить активну наукову та суспільну діяльність, беручи участь у міжнародних, всеукраїнських і регіональних наукових конференціях, конгресах та «круглих столах», серед яких: «Україна–Польща: важкі питання» «Українська історична наука на шляху творчого поступу», ХVІІІ з'їзд істориків Польщі.

## Основні праці
- Історія Львова (монографія), 1984;

- Історія України, 1998;

- Україна в умовах системної кризи (1946-1980-і роки), 1999;

- Україна: новітня історія (1945—1991), 2003;

- Петро Шелест. Справжній суд історії іще попереду: спогади, щоденники, документи, матеріали, 2004;

- Україна. Західні землі. 1939—1941, 2009;

- Економічна історія України, 2011[6].